# Communistische Volkspartij van Kazachstan
De Communistische Volkspartij van Kazachstan (Russisch: Коммунистическая народная партия Казахстана (КНПК)) is een politieke partij in Kazachstan. De partij had 7 zetels na de parlementsverkiezingen in 2012, de eerste keer dat de partij in het parlement vertegenwoordigd is. De partij is geregistreerd op 21 juni 2004, toen had de partij 90.000 leden. In de verkiezingen van 2004 won de partij 2 procent van de stemmen.